# Kōji Nakata (seiyū)
Pour les articles homonymes, voir Kōji Nakata.
Kōji Nakata (), né le 26 janvier 1939 dans la préfecture de Hyōgo, est un seiyū.

## Rôles

### Film d'animation
- Dragon Ball Z : Le Robot des glaces : Docteur Willow
- Dallos : Narrateur
- Kamen Rider Hibiki : Narrateur de jonction